# Giải vô địch bóng đá nữ U-20 châu Đại Dương
Giải vô địch bóng đá nữ U-20 châu Đại Dương (tiếng Anh: OFC U-20 Women's Championship) là giải bóng đá nữ tổ chức bởi Liên đoàn bóng đá châu Đại Dương (OFC) dành cho các đội tuyển nữ quốc gia dưới 20 tuổi nhằm xác định đại diện duy nhất dự vòng chung kết Giải vô địch bóng đá nữ U-20 thế giới.
Trước năm 2006, độ tuổi giới hạn của giải là 19. Vào năm 2017 giải quay trở lại là giải U-19.

## Kết quả
| 2002 Chi tiết | Tonga            | · Úc          | 6 – 0             | · New Zealand        | · Tonga              | 2 – 0             | · Samoa              |
| 2004 Chi tiết | Papua New Guinea | · Úc          | Thi đấu vòng tròn | · Papua New Guinea   | · Quần đảo Solomon   | Thi đấu vòng tròn | —                    |
| 2006 Chi tiết | Samoa            | · New Zealand | 6 – 0             | · Tonga              | · Papua New Guinea   | 4 – 1             | · Samoa              |
| 2010 Chi tiết | New Zealand      | · New Zealand | Thi đấu vòng tròn | · Quần đảo Cook      | · Tonga              | Thi đấu vòng tròn | · Samoa thuộc Mỹ     |
| 2012 Chi tiết | New Zealand      | · New Zealand | Thi đấu vòng tròn | · Papua New Guinea   | · Nouvelle-Calédonie | Thi đấu vòng tròn | · Samoa              |
| 2014 Chi tiết | New Zealand      | · New Zealand | Thi đấu vòng tròn | · Papua New Guinea   | · Tonga              | Thi đấu vòng tròn | · Vanuatu            |
| 2015 Chi tiết | Tonga            | · New Zealand | Thi đấu vòng tròn | · Samoa              | · Vanuatu            | Thi đấu vòng tròn | · Nouvelle-Calédonie |
| 2017 Chi tiết | New Zealand      | · New Zealand | Thi đấu vòng tròn | · Fiji               | · Papua New Guinea   | Thi đấu vòng tròn | · Nouvelle-Calédonie |
| 2019          | Quần đảo Cook    | · New Zealand | 5 – 2             | · Nouvelle-Calédonie | · Tahiti             | 4 – 1             | · Vanuatu            |
| 2023          | Fiji             | · New Zealand | 7 – 0             | · Fiji               | · Samoa              | 2 – 1             | · Quần đảo Cook      |

### Các đội lọt vào top 4
| Đội tuyển          | Vô địch                                            | Á quân               | Hạng ba              | Hạng tư              |
| ------------------ | -------------------------------------------------- | -------------------- | -------------------- | -------------------- |
| New Zealand        | 8 (2006, 2010, 2012, 2014, 2015, 2017, 2019, 2023) | 1 (2002)             |                      |                      |
| Úc                 | 2 (2002, 2004)                                     |                      |                      |                      |
| Papua New Guinea   |                                                    | 3 (2004, 2012, 2014) | 2 (2006, 2017)       |                      |
| Fiji               |                                                    | 2 (2017, 2023)       |                      |                      |
| Tonga              |                                                    | 1 (2006)             | 3 (2002, 2010, 2014) |                      |
| Samoa              |                                                    | 1 (2015)             | 1 (2023)             | 3 (2002, 2006, 2012) |
| Quần đảo Cook      |                                                    | 1 (2010)             |                      | 1 (2023)             |
| Nouvelle-Calédonie |                                                    | 1 (2019)             | 1 (2012)             | 2 (2015, 2017)       |
| Vanuatu            |                                                    |                      | 1 (2015)             | 2 (2014, 2019)       |
| Quần đảo Solomon   |                                                    |                      | 1 (2004)             |                      |
| Tahiti             |                                                    |                      | 1 (2019)             |                      |
| Samoa thuộc Mỹ     |                                                    |                      |                      | 1 (2010)             |